# Christoffer Callesen
Christoffer Callesen (* 29. März 1988) ist ein ehemaliger norwegischer Skilangläufer.

## Werdegang
Callesen gab im Januar 2007 in Sjusjøen sein Debüt im Scandinavian Cup, bei dem er über 15 km klassisch im Massenstart Rang 101 und über 10 km Freistil Rang 145 belegte. Im Dezember 2008 belegte er in Lygna Rang 55 über 15 km klassisch und Platz 91 über 30 km Freistil. Im Januar 2009 belegte er auf der US SuperTour in Aspen Rang 19 über 10 km klassisch sowie Platz 29 über 25 km Freistil. Beim König-Ludwig-Lauf im Februar 2012 erreichte er den neunten Platz. Im Dezember 2012 startete Callesen in Sjusjøen erneut im Scandinavian Cup und wurde dort 38. des 30-km-klassisch-Massenstartrennens. Im Februar 2013 wurde er Sechster beim Tartu Maraton. Beim Marcialonga im Januar 2014 belegte Callesen den neunten Platz. In der Gesamtwertung der Ski Classics 2014 belegte er ebenfalls Rang neun. Im Januar 2015 erreichte Callesen als Zweiter das Podium von La Diagonela; die Saison 2014/15 beendete er abermals auf Rang neun der Ski-Classics-Gesamtwertung. Im Januar 2016 erreichte Callesen beim Marcialonga Rang sieben. Letztmals international startete er im März 2018 beim Wasalauf, wobei er den 61. Platz errang. Er nahm an keinen Weltcuprennen teil.